# Unione Sportiva Bondenese 1948-1949
Questa voce raccoglie le informazioni riguardanti l'Unione Sportiva Bondenese nelle competizioni ufficiali della stagione 1948-1949.

## Rosa
| N. |                   | Ruolo | Calciatore       |
| -- | ----------------- | ----- | ---------------- |
|    | Italia (bandiera) | A     | G. Andreoli      |
|    | Italia (bandiera) | C     | S. Bratti        |
|    | Italia (bandiera) | P     | R. Bussolari     |
|    | Italia (bandiera) | A     | Giovanni Calveri |
|    | Italia (bandiera) | D     | W. Cavallini     |
|    | Italia (bandiera) | C     | Rino De Togni    |
|    | Italia (bandiera) | A     | V. Garani        |
|    | Italia (bandiera) | A     | E. Giaroli       |

| N. |                   | Ruolo | Calciatore          |
| -- | ----------------- | ----- | ------------------- |
|    | Italia (bandiera) | C     | I. Mariotti         |
|    | Italia (bandiera) | A     | G. Pellacani        |
|    | Italia (bandiera) | P     | Ferruccio Pollastri |
|    | Italia (bandiera) | A     | N. Rosa             |
|    | Italia (bandiera) | C     | E. Soli             |
|    | Italia (bandiera) | D     | G. Valentini        |
|    | Italia (bandiera) | A     | Aurelio Zennaro     |